# Xian autonome mongol de Qian Gorlos
Le xian autonome mongol de Qian Gorlos (前郭尔罗斯蒙古族自治县 ; pinyin : Qiánguō'ěrluósī měnggǔzú Zìzhìxiàn) est un district administratif de la province du Jilin en Chine. Il est placé sous la juridiction de la ville-préfecture de Songyuan.

## Démographie
La population du district était de 551 988 habitants en 1999.